# Аллан, Джордж (футболист)
Джордж Хо́рсберг А́ллан (англ. George Horsburgh Allan; 25 августа 1875 года, Линлитгоу, Шотландия — 17 октября 1899 года, Эли, Файф, Шотландия) — шотландский футболист, нападающий. Известен по выступлениям за английский клуб «Ливерпуль» конца XIX века.

## Клубная карьера
Джордж Аллан был одним из самых результативных бомбардиров в годы становления «Ливерпуля». В сезоне 1895/96, когда «Ливерпуль» выступал ещё во Втором дивизионе, он забил 25 голов в 20 матчах. К концу сезона 1896/97 его результативность составила 41 мяч в 49 играх.
В мае 1897 года Джордж перешёл в «Селтик» и помог ему выиграть в Первом дивизионе Шотландии, забив 15 голов в 17 играх.
В апреле 1898 года Джордж вернулся в «Ливерпуль», проведя с ним свой последний сезон из 30 матчей и забив 8 голов.
17 октября 1899 Джордж Аллан умер от туберкулёза.

## Статистика выступлений
| Клуб                 | Сезон                | Лига | Лига | Кубки | Кубки | Прочие | Прочие | Итого | Итого |
| Клуб                 | Сезон                | Игры | Голы | Игры  | Голы  | Игры   | Голы   | Игры  | Голы  |
| -------------------- | -------------------- | ---- | ---- | ----- | ----- | ------ | ------ | ----- | ----- |
| Ливерпуль            | 1895/96              | 20   | 25   | 2     | 1     | 5      | 3      | 27    | 29    |
| Ливерпуль            | 1896/97              | 29   | 15   | 5     | 2     | 3      | 5      | 37    | 22    |
| Ливерпуль            | Итого                | 49   | 40   | 7     | 3     | 8      | 8      | 64    | 51    |
| Селтик               | 1896/97              | 0    | 0    | 0     | 0     | 3      | 0      | 3     | 0     |
| Селтик               | 1897/98              | 17   | 15   | 2     | 1     | 6      | 2      | 25    | 18    |
| Селтик               | Итого                | 17   | 15   | 2     | 1     | 9      | 2      | 28    | 18    |
| Ливерпуль            | 1898/99              | 30   | 8    | 6     | 3     | 2      | 2      | 38    | 13    |
| Ливерпуль            | Итого                | 30   | 8    | 6     | 3     | 2      | 2      | 38    | 13    |
| Всего за «Ливерпуль» | Всего за «Ливерпуль» | 79   | 48   | 13    | 6     | 10     | 10     | 102   | 64    |
| Всего за карьеру     | Всего за карьеру     | 96   | 63   | 15    | 7     | 19     | 12     | 130   | 82    |